# 岡太地
岡 太地 （おか だいち、1980年8月14日 - ）は、日本の映画監督・武蔵野美術大学映像学科非常勤講師。京都府宇治市出身、京田辺市育ち。

## 人物
大阪芸術大学芸術学部映像学科、同大学大学院修士課程修了。大学入学後、自主映画製作を始める。卒業製作『トロイの欲情』が第27回ぴあフィルムフェスティバルで準グランプリ、第7回京都国際学生映画祭で準グランプリを受賞。クローズアップと俯瞰のみの特異な構成と内容から、賛否両論を受ける。2006年には、大阪市映像文化振興事業シネアスト・オーガニゼーションより助成金を受け、『放流人間』を製作。同年、特定非営利活動法人映像産業振興機構（VIPO）の文化庁委嘱事業「若手映画作家育成プロジェクト2006」より支援を受け、『屋根の上の赤い女』を監督した。いずれの作品も男女の恋愛が一貫したテーマとして描かれており、映画評論家阿部嘉昭から“岡太地は恋愛の神様だ”と絶賛された。映画のほか、CM、MV、TV番組、webドラマ、ゲームシナリオなどへも活動領域を広げている。
時折、「岡大地」と名前の表記を間違えられる事があるが、「太」が正しい。

## 作品一覧

### 映画
- トロイの欲情（2004年、監督・脚本）
- 放流人間（2007年、監督・脚本）
- 屋根の上の赤い女（2007年、監督・脚本）
- ゆれもせで（2011年、脚本）
- きをつけてね（2011年、監督）
- レトロの愛情（2013年、監督）
- 川越街道（2016年、監督・脚本・編集）
- すでにないている。（2018年、監督・脚本・編集）
- よろこび（2018年、監督・脚本・編集）

### ゲーム
- 史上最強 宮本ジュリア（2008年、シナリオ）（携帯電話ゲーム）
- 勇者ああああ（2015年、シナリオ）（iOS）